# Hoquei d'aire

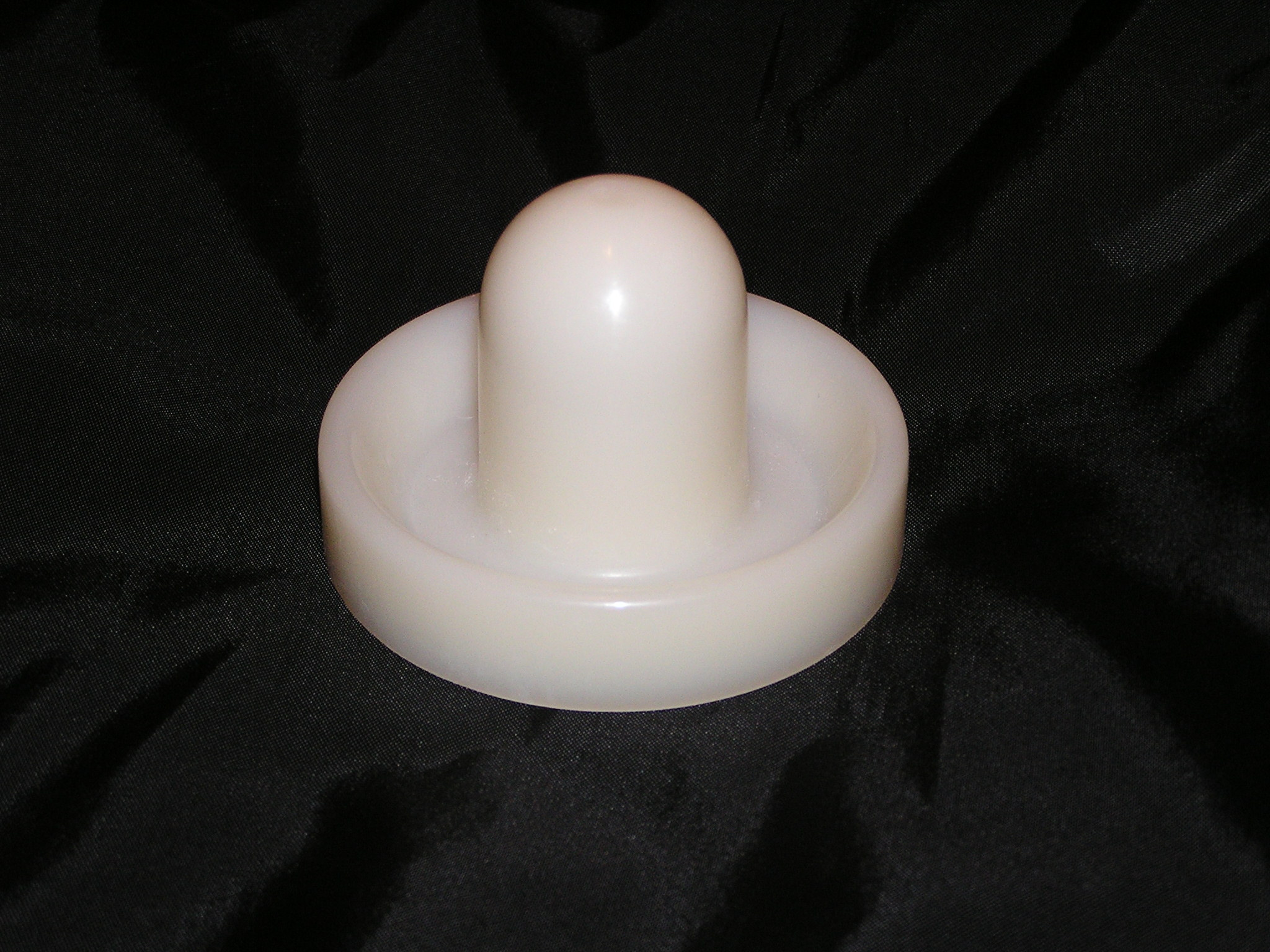
Maça d'hoquei d'aire high top

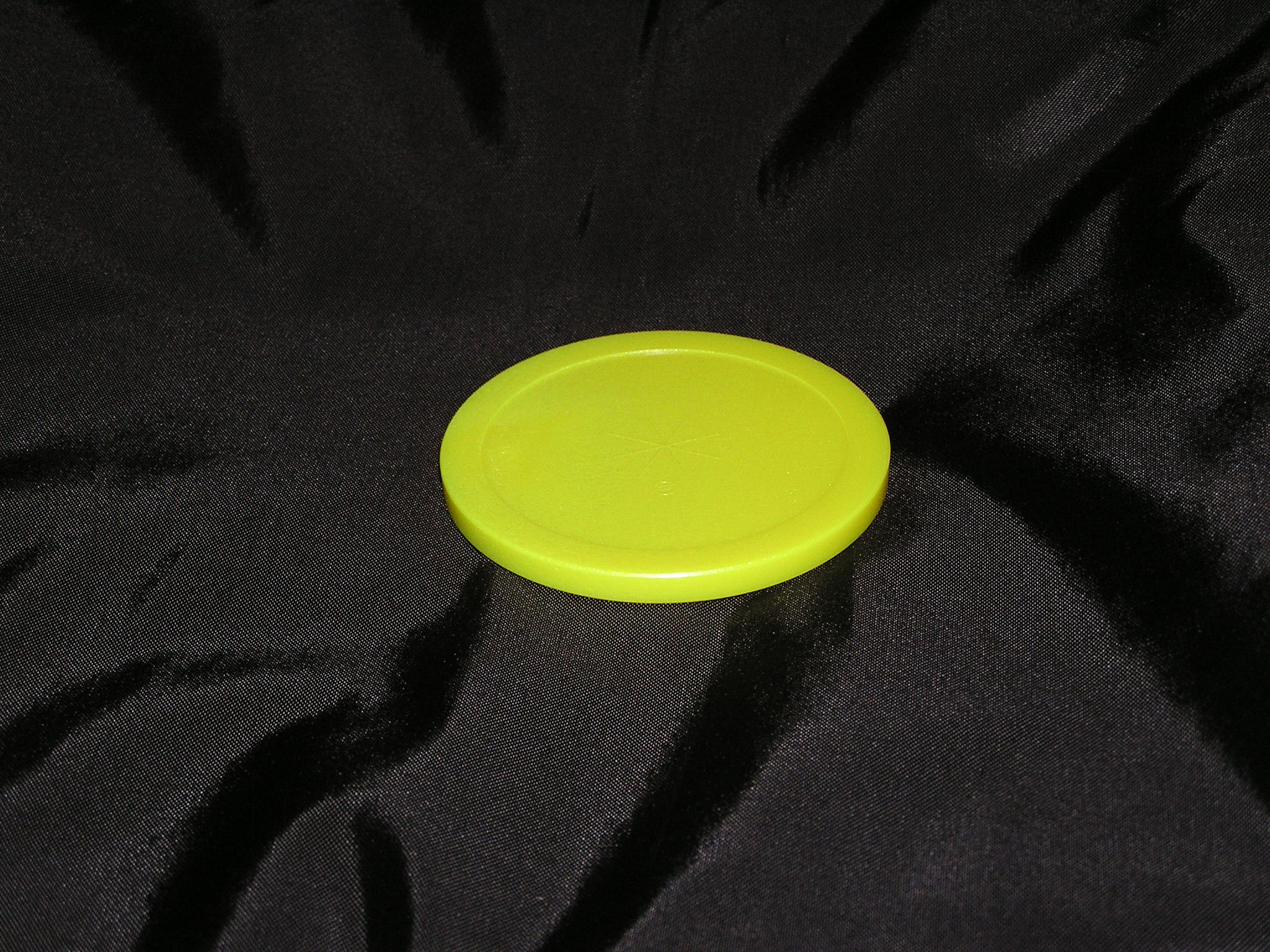
Disc oficial lexan-yellow

L'hoquei d'aire o hoquei de taula (de l'anglès air hockey), és un esport d'interior que es juga en una taula d'aire que imita una pista d'hoquei sobre gel, amb una superfície llisa proveïda de petites sortides d'aire i d'un marc amb una ranura al centre de cadascun dels costats curts que fa la funció de porteria.

## Història

### L'hoquei d'aire a Amèrica
L'hoquei d'aire es va començar a practicar com a disciplina esportiva l'any 1978 als Estats Units. Les primeres competicions oficials d'hoquei d'aire fora dels Estats Units van tenir lloc a Veneçuela, a mitjans dels anys 90. Ràpidament el grup de jugadors veneçolans va anar creixent fins a arribar a ajuntar més de 60 jugadors a llurs tornejos setmanals. Després d'una primera participació en el Campionat Mundial més aviat discreta, l'hoquei d'aire veneçolà va fer un salt qualitatiu sense precedents en aquest esport que va dur dos dels seus jugadors, José Mora i Pedro Otero a dominar el podi del Campionat Mundial entre els anys 1998 i 2000. Concretament, Mora va ser campió mundial en tres edicions consecutives (1998, '99, '00), convertint-se en el primer jugador no nord-americà en guanyar aquest títol.
Tanmateix, l'any 2000 va marcar un punt d'inflexió en l'evolució de l'hoquei d'aire veneçolà. Diversos factors van provocar que molts jugadors clau es retiressin de la competició i d'altres emigressin a l'estranger (com Mora a Houston, E.U.A. i Otero a Espanya). Des d'aleshores no s'han dut a terme noves competicions al país sud-americà i no s'han tornat a aconseguir els mateixos èxits a nivell internacional.

### L'hoquei d'aire a Europa
El 2003 es van començar a disputar les primeres competicions oficials a l'àrea de Barcelona (Catalunya), marcant el naixement de l'hoquei d'aire europeu. De fet, des de 1997 s'havien anat jugant anualment campionats de Catalunya, però sense seguir regles establertes per la USAA. El mateix 2003 es va constituir l'associació AirHockey Catalunya (AHC), que de seguida va aconseguir unes mitjanes de participació al voltant de 20 jugadors per torneig. Amb les competicions locals ja consolidades, el 2005 AirHockey Catalunya va començar a promoure tornejos promocionals a diverses ciutats d'Espanya (Sevilla, Vélez-Màlaga i Madrid).
Al mateix any 2005, un nou grup va sorgir a Sant Petersburg (Rússia), a iniciativa de l'Associació Russa d'hoquei d'aire (RTHA), una associació que organitza competicions d'altres disciplines esportives sobre taula (billiard hockey i table hockey). La RTHA, seguint els passos dels jugadors catalans va posar en marxa diversos tornejos amb uns molt alts registres de participació i va celebrar el seu primer Campionat Nacional el 28 de maig de 2006.
Al març de 2006 va tenir lloc una nova fita per l'hoquei d'aire europeu, amb la participació del primer jugador d'aquest continent, el català Mauro Sturlese, al Campionat Mundial de Las Vegas, on va obtenir la 31a posició de 60 participants. Al novembre del mateix any va tenir lloc a Sabadell el primer Campionat d'Europa d'aquest esport, al qual van participar jugadors de Catalunya, Andalusia, la República Txeca i els Estats Units. La victòria en el torneig va ser pel nord-americà d'origen serbi Goran Mitic, mentre que el Campió Europeu va ser el català José Luis Camacho. En la modalitat d'equips, Catalunya es va proclamar campiona d'Europa en derrotar a la final a la República Txeca.
L'any 2007 s'han constituït tres noves associacions, a Sevilla, a la República Txeca i a Moscou, que ja han començat a organitzar competicions d'hoquei d'aire en les seves respectives àrees. A més de Catalunya, Andalusia, la República Txeca i Rússia, les perspectives per a futures competicions oficials d'hoquei d'aire se centren a curt termini en Suècia i Anglaterra, on ja han sorgit grups de jugadors interessats a tirar endavant aquest esport en les seves respectives regions. Al Campionat d'Europa del 2007 José Luis Camacho va revalidar el seu títol de campió europeu, mentre que el rus Serguei Antónov en va ser el finalista. A la competició per equips, Rússia va aconseguir el títol de campiona d'Europa en derrotar a la final a la selecció catalana.
El 10 de maig de 2008 s'havia de disputar el III Campionat d'Europa a Most (República Txeca), però unes discrepàncies entre les associacions nacionals russa i catalana i l'organització amb relació a les taules en què s'havia de disputar la competició va dur a l'anul·lació del campionat i a la constitució de la nova Associació Europea d'hoquei d'aire (AEHT/EAHA). El proper gran esdeveniment de l'hoquei d'aire europeu serà el IV Campionat d'Europa, que es disputarà el darrer cap de setmana de maig de 2009 a Sant Petersburg (Rússia).

## Competicions oficials

### Mundials
- Campionat del Món d'air hockey

### Amèrica
- Campionat Americà d'air hockey

### Europa
- Campionat d'Europa d'air hockey

Catalunya
- Campionat de Catalunya
- Lliga Catalana
- Challenges

Competicions que ja no es disputen:
- Circuit AHC (2005)
- TriCup (2004-07)

Rússia
- Open de Rússia

## Com jugar
Per jugar a hoquei d'aire es necessita una taula d'air hockey, dues maces i un disc.
Actualment, les úniques taules aprovades per jugar per la USAA (United States Air Hockey Association) són les taules Dynamo de 8 peus (2,44 metres), entre les quals trobem la "Photon", la "Pro-Style", la vella "Blue-Top", la "Brown Top", la "Purple Top" i la "Black Top" sense línies de joc dibuixades.
Les maces oficials han de tenir les següents característiques:
- Pes: no pot ser superior als 170,1 g.
- Diàmetre: com a màxim de 10,32 cm.
- Color: la maça pot ser de qualsevol color, excepte la seva vora exterior que ha de ser de color diferent a la de la superfície de la taula.
- Material: ha de ser tot del mateix material.
- Altres:
  - Ha de ser uniforme i simètric a través de la seva circumferència.
  - No es pot alterar o desgastar una maça per modificar el seu angle de contacte amb la taula.

Podem trobar, principalment, dos tipus de maces: les maces amb barret (high top) i les maces planes (low top). Totes les maces es fabriquen als Estats Units excepte un model de maça plana (low top) oficial que es fabrica a Terrassa (Catalunya), feta de nylon.
Els discos aprovats per la USAA i per AHC són els models Lexan-yellow, Lexan-red i Dynamo-green.